# Dolichoneura albidentata
Dolichoneura albidentata là một loài bướm đêm trong họ Geometridae.